# Malta Workers Party
De Malta Workers Party (MWP) was een Maltese partij. De partij ontstond in 1949 na een breuk tussen de voorzitter van de Labour Party, Dr. Paul Boffa en de vicevoorzitter Dr. Dom Mintoff. Boffa stapte uit de Labour Party en richtte de Malta Workers Party op. Boffa, die op dat moment tevens premier was, kon deze functie tot de verkiezingen van 1950 blijven vervullen. Mintoff richtte de Malta Labour Party op en ging in de oppositie.
De verkiezingen van 1950 werden door de Partit Nazzjonalista (Nationalistische Partij) van George Borg Olivier. Borg Olivier vormde een regering met de MWP van Boffa (de laatste coalitieregering in Malta's geschiedenis). Deze coalitie hield tot 1955 stand. In dat jaar won de Malta Labour Party de verkiezingen en werd Mintoff minister-president. Kort daarna werd de MWP opgeheven.
De MWP was een gematigde sociaaldemocratische partij.
De Christian Workers Party, een afsplitsing van de Malta Labour Party, trok nadien een aantal oud-leden van de MWP, onder wie Paul Boffa.